# Эскалон (Чиуауа)
Эскало́н (исп. Escalón) — посёлок в Мексике, штат Чиуауа, входит в состав муниципалитета Хименес. Численность населения, по данным переписи 2010 года, составила 697 человек.

## История
Посёлок был основан 15 ноября 1887 года вокруг железнодорожной станции, которая была открыта в 1883 году с названием Estación Escalón, что с испанского языка можно перевести как станция ступенька.